# Guinea Ecuatorial en los Juegos Olímpicos de Atenas 2004
Guinea Ecuatorial estuvo representada en los Juegos Olímpicos de Atenas 2004 por dos deportistas, un hombre y una mujer, que compitieron en atletismo.
La portadora de la bandera en la ceremonia de apertura fue la atleta Emilia Mikue Ondo. El equipo olímpico ecuatoguineano no obtuvo ninguna medalla en estos Juegos.